# Nilson (Fußballspieler, 1991)
José Nilson dos Santos Silva (* 6. April 1991 in São Paulo), auch einfach nur Nilson genannt, ist ein brasilianischer Fußballspieler.

## Karriere
Nilson erlernte das Fußballspielen in den brasilianischen Jugendmannschaften von Associação Portuguesa de Desportos und CR Vasco da Gama. Bei Vasco da Gama unterschrieb er am 1. Juli 2010 auch seinen ersten Vertrag. Der Verein aus Rio de Janeiro spielte in der ersten brasilianischen Liga, der Série A. Für Vasco absolvierte er vier Erstligaspiele. Von 2011 bis 2013 wurde er an die Zweitligisten Criciúma EC, Paraná Clube und CA Bragantino ausgeliehen. Am 1. März 2014 verpflichtete ihn der Zweitligist Boa EC. Für den Verein aus Varginha stand er bis September 2014 unter Vertrag. Den Rest des Jahres spielte er bei ADRC Icasa. Mit dem Verein aus Juazeiro do Norte gewann er den Staatspokal von Ceará. Am 1. Januar 2015 unterschrieb er einen Vertrag beim Cianorte FC in Paraná. Von hier aus wurde er an die brasilianischen Vereine EC São Bento, FC Santos, América Mineiro, Grêmio Novorizontino und den Bangu AC ausgeliehen. Im Januar 2016 wurde er nach Japan zum Erstligisten Ventforet Kofu verliehen. Für den Verein aus Kōfu absolvierte er in der Hinrunde sechs Erstligaspiele. Zur Rückrunde kehrte er nach Brasilien zurück. Nach Vertragsende bei Cianorte war er von Anfang September 2018 bis Mitte Januar 2019 vertrags- und vereinslos. Am 14. Januar 2019 verpflichtete ihn der AA Portuguesa aus Ilha do Governador bis Ende Juni 2018. Am 1. Juli 2019 ging er nach Bolivien, wo er sich dem Erstligisten Club Jorge Wilstermann anschloss. Mit dem Verein aus Cochabamba gewann er 2019 die Clausura. Für Wilstermann stand er sechsmal in der ersten Liga auf dem Rasen. Im Februar 2020 kehrte er nach Brasilien zurück. Über die Station AA Internacional wechselte er Anfang November 2020 nach Hongkong zum Hong Kong Pegasus FC. Mit dem Verein spielte er 17-mal in der ersten Liga, der Hong Kong Premier League. Im August 2021 kehrte er in seine Heimat zurück. Über die brasilianischen Vereine CS Alagoano und AA Portuguesa zog es ihn im Juli 2022 nach Asien. In Thailand unterschrieb er einen Vertrag beim Zweitligisten Ayutthaya United FC. Für den Verein aus Ayutthaya (Stadt)Ayutthaya bestritt er 27 Zweitligaspiele, in denen er 18 Tore erzielte. Zu Beginn der Saison 2023/24 wechselte er im Juni 2023 zum Erstligaabsteiger Nongbua Pitchaya FC. Für den Verein aus Nong Bua Lamphu bestritt er 15 Ligaspiele. Hierbei erzielte er neun Treffer. Nach der Hinrunde wechselte er im Januar 2024 zum ebenfalls in der zweiten Liga spielenden Nakhon Si United FC. Die Saison 2023/24 wurde er mit dem Verein Tabellenfünfter und qualifizierte sich somit für die Aufstiegsspiele zur ersten Liga. Hier konnte man sich jedoch nicht gegen den Rayong FC durchsetzen und verblieb in der zweiten Liga. Nach 14 Ligaspielen, in denen er drei Treffer erzielte, wurde sein Vertrag im Sommer 2024 nicht verlängert. Wo er von Juli 2024 bis Juli 2025 gespielt hat, ist unbekannt. Im Juli 2025 nahm ihn der thailändische Zweitligist Phrae United FC unter Vertrag.

## Erfolge
ADRC Icasa
- Staatspokal von Ceará: 2014

Club Jorge Wilstermann
- Liga de Fútbol Profesional Boliviano: 2019 Clausura